# Hallstatt

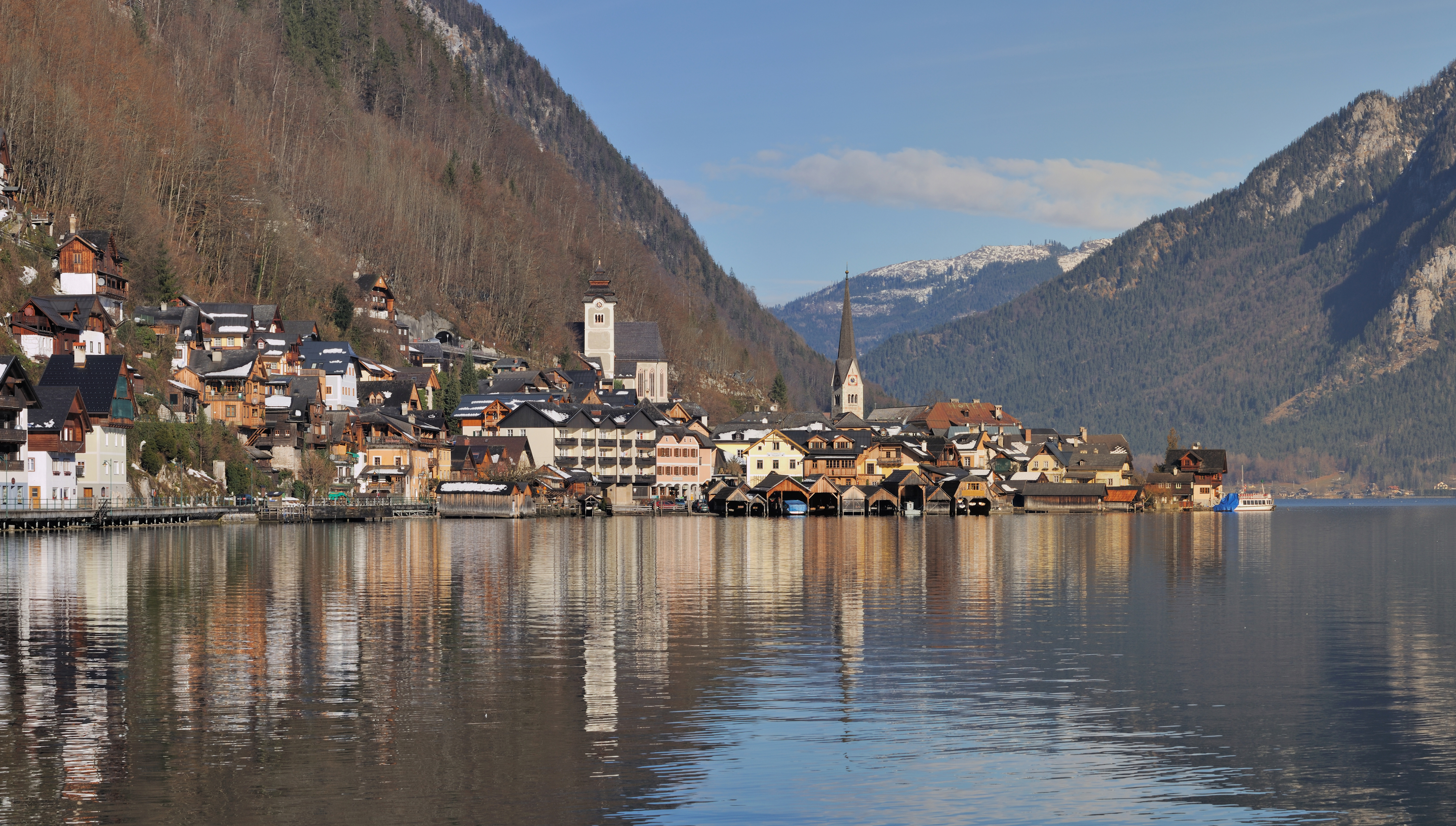
Hallstatt

Hallstatt este o localitate în Austria Superioară (Oberösterreich), în zona Salzkammergut, Austria. Este o stațiune turistică montană situată pe malul sudic al lacului Hallstättersee, fiind considerată de mulți drept unul dintre cele mai pitorești orășele-port la un lac de munte. În stațiune se pot practica atât sporturile de iarnă și zborul cu parapanta, cât și ski nautic sau surfing. Stațiunea este vizitată anual de peste 1 milion de turiști. Vârful sezonului turistic se situează în perioada mai-octombrie.
Spațiile disponibile pentru extinderea orășelului sunt aproape inexistente. Casele sunt înghesuite și dispuse în trepte, iar printre ele se rostogolesc de pe versantul muntos apele ce alimentează lacul Hallstattersee. Apa e de o puritate aparte.

## Așezare geografică
Orașul este situat în centrul Austriei, la poalele muntelui Salzberg, pe malul sudic al lacului alpin Hallstättersee, care este înconjurat de lanțul muntos Dachstein, la gura de vărsare în lac a râului Mühlbach.

## Numele orașului
Provine din cuvântul german hall, care înseamnă galerie (de subteran). Este legat de zăcămintele de sare din zonă, exploatate încă din vremurile preistorice (pe teritoriul orașului se găsește cea mai veche salină din lume).

## Demografie
- Populație stabilă: 788 locuitori (conform recensământului din 2014).
- Turiști: peste 1 milion/an.